# 修正世界
修正世界（羅馬化：tiqqūn ʻōlām）是犹太教中的一个概念，用于指代一系列致力于修复和改善世界的各种行动。
在古典拉比文献中，该词组主要是指为维护社会秩序而设立的法律法规。在《我职》（Aleinu）中，它指的是根除偶像崇拜。在鲁利亚式卡巴拉（Lurianic Kabbalah）中，“修正”一词带有神秘色彩：通过仪式将神圣之光的火花回归其源头。
在现代，尤其是在后哈斯卡拉运动中，“修正世界”一词逐渐指追求社会正义或“在全世界树立神圣品质”，其理念是“犹太人不仅要对自身的道德、精神和物质福祉负责，还要对整个社会的福祉负责”。

## 拓展阅读
- Sarah Breger. . Moment. May–June 2010  [2015-01-09]. （原始内容存档于2019-05-30）.
- Sanford L. Drob. . The New Kabbalah. 2001.
- Jill Jacobs. . Zeek: A Jewish Journal of Thought and Culture. June 2007.
- Tikkun Olam: Judaism, Humanism & Transcendence, ed. David Birnbaum and Martin S. Cohen (New York: New Paradigm Matrix Publishing, 2015).
- "The Rise Of Tikkun Olam Paganism", By Steven Plaut, Arutz Sheva
- Rosenthal, Gilbert S. . The Journal of Religion. 2005, 85 (2): 214–240. ISSN 0022-4189. JSTOR 10.1086/427314. doi:10.1086/427314.